# Сикейра, Элизеу де
Элизеу де Сикейра (порт.-браз. Elyseo (Elizeu) de Siqueira; 14 июня 1914, Сан-Паулу — 29 мая 1990, Сан-Паулу) — бразильский футболист, нападающий.

## Карьера
Элизеу начал карьеру в возрасте 18 лет в клубе «Сан-Бенту». Оттуда он перешёл в «Палмейрас» в 1935 году. В 1936 году форвард перешёл в «Коринтианс», где провёл два года. В 1938 году Элизеу стал игроком «Сан-Паулу». В том же сезоне он стал лучшим бомбардиром чемпионата штата Сан-Паулу с 13-ю забитыми голами. Из них три в матче с «Луситано», который завершился со счётом 8:1 и стал самой крупной победой «Трёхцветных» в истории. Всего в том сезоне нападающий забил 24 раза. В 1940 году Элизеу возвратился в «Палмейрас», где сыграл один сезон. Всего за клуб он провёл 22 матча и забил 16 голов. Также футболист выступал за клубы «Португеза Сантиста» и «Комерсиал»

## Достижения

### Личные
- Лучший бомбардир чемпионата штата Сан-Паулу: 1938 (13 голов)

## Личная жизнь
Элизео был женат. У него было 4 детей